# بينويت بولفوردي
بينويت بولفوردي (بالفرنسية: Benoît Poelvoorde)‏ (و. 1964 – م) هو ممثل، ومخرج سينمائي، وكاتب سيناريو من بلجيكا . ولد في نامور.

## روابط خارجية
- بينويت بولفوردي على موقع IMDb (الإنجليزية)
- بينويت بولفوردي على موقع قاعدة بيانات الأفلام العربية
- بينويت بولفوردي على موقع ألو سيني (الفرنسية)
- بينويت بولفوردي على موقع ميوزك برينز (الإنجليزية)
- بينويت بولفوردي على موقع أول موفي (الإنجليزية)
- بينويت بولفوردي على موقع قاعدة بيانات الأفلام السويدية (السويدية)
- بينويت بولفوردي على موقع ديسكوغز (الإنجليزية)
- بينويت بولفوردي على موقع قاعدة بيانات الفيلم (الإنجليزية)
- بينويت بولفوردي على موقع كينوبويسك (الروسية)